# Haploblepharus

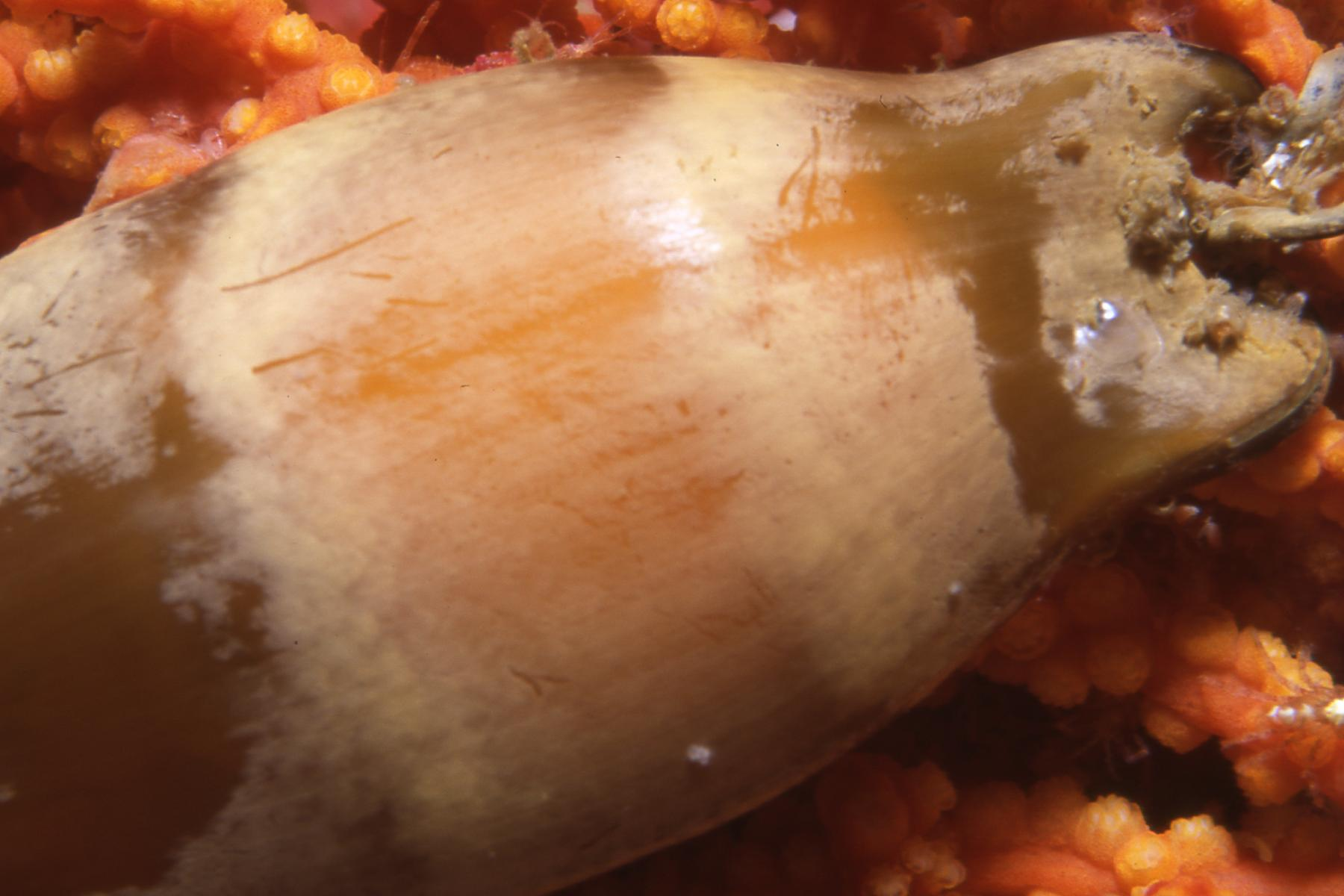
Ou dHaploblepharus edwardsii

Haploblepharus és un gènere de peixos de la família dels esciliorrínids i de l'ordre dels carcariniformes.

## Taxonomia
- Haploblepharus edwardsii (Voigt, 1832)[3]
- Haploblepharus fuscus (Smith, 1950)
- Haploblepharus kistnasamyi (Human & Compagno, 2006).[4]
- Haploblepharus pictus (Müller & Henle, 1838)[5][6][7][8][9][10]